# Кучар, Теодор
Теодор Кучар (настоящая фамилия Кухар; род. 30 мая 1960 года в Нью-Йорке, США) — американский музыкант и дирижёр украинского происхождения, руководитель Национального симфонического оркестра Украины (1994—1999).

## Биография
Теодор Кучар рос в Кливленде, Огайо, и является сыном учительницы музыки Анны Придаткевич и внуком скрипача и композитора Романа Придаткевича, организатора Украинской консерватории в Нью-Йорке, соорганизатора Общества Сторонников Украинской Музыки, артиста ряда ньюйоркских оркестров. Его родители всё время следили за ним и его братом, чтобы они между собой употребляли только украинский язык, подчёркивая, что когда-то этот язык станет им полезным.
Образование получил в Кливлендском музыкальном институте, где учился игре на скрипке и виоле. Окончив институт, Теодор Кучар выступал как скрипач и альтист в составе ведущих оркестров Кливленда и Хельсинки. Творческое наследие Т. Кучара объёмное — он стал организатором Австралийского фестиваля камерной музыки в Таунсвилле, Северный Квинсленд, Австралия, был дирижёром-гостем оркестра в Кейптауне, Хельсинки, Перте, Таллинне, Праге и главным дирижёром филармонического оркестра Квинсленда, Австралия.
Теодор Кучар известен на Украине своим тесным сотрудничеством с Национальным заслуженным академическим симфоническим оркестром Украины, которое началось в 1992 году, а с 1994 по 1999 год он был главным дирижёром оркестра. Под его управлением коллектив стал самым часто записываемым оркестром бывшего СССР, он записал более 70 компакт-дисков для фирм «Naxos» и «Marco Polo», среди которых все симфонии Калинникова, Лятошинского, Мартину, Прокофьева, произведения Моцарта, Дворжака, Глазунова, Щедрина, Шостаковича, Чайковского и симфонии и оркестровые произведения ведущего современного украинского симфониста, Евгения Станковича. Диск с записью симфоний № 2 и № 3 Бориса Лятошинского был признан Австралийской государственной телерадиокомпанией (АВС) лучшей мировой записью 1994 года. Этот же альбом, по версии Американской ассоциации радиовещателей, был признан в 1994 году «лучшей зарубежной записью года», а полное собрание произведений для скрипки с оркестром Уолтера Пистона журнал «Граммофон» назвал «записью 1999 года». Полное собрание симфоний Прокофьева, по мнению многих критиков, является самым совершенным циклом доступных компакт-дисков. Значительно шире стала гастрольная деятельность оркестра: впервые прошли его выступления в Австралии, Гонконге, Великобритании.
После окончания срока контракта с Национальным заслуженным академическим симфоническим оркестром Украины Кучар жил в Денвере, преподавал в местном университете. Кроме этого, за последние 15 лет Теодор Кучар возглавлял Филармонический оркестр имени Яначека в Чехии, был художественным директором Австралийского фестиваля камерной музыки. Сейчас он — музыкальный директор и дирижёр Филармонического оркестра Фресно и камерного оркестра Рено, директор оркестровой школы музыкального фестиваля в Кенте, художественный руководитель Фестиваля камерной музыки Невады (США).
С 2022 года он Главный дирижер оркестра Львовской национальной филармонии (Украина).
Дирижёр имеет большое количество записей на компакт-дисках (более сотни). Выступал с концертами в Амстердаме, Берлине, Чикаго, Хельсинки, Гонконге, Лондоне, Мадриде, Праге, Сеуле, Сиднее, в частности, в сезоне 2003—2004 годов он провёл трёхнедельный гастрольный тур с Берлинским симфоническим оркестром, а за последние два сезона дирижировал около сорока концертами этого известного коллектива. Сотрудничал со знаменитыми солистами: Джеймсом Голуэем, Джесси Норман, Линн Харрелл, Ицхаком Перлманом, Йо-Йо Ма, Джошуа Беллом, Сарой Чанг, Мстиславом Ростроповичем, Фредерикой фон Штаде и др.
Первой женой была Соломия Сорока, дочь художника Богдана Сороки.
Второй стала Любовь Дика (Кучар), певица Львовского национального академического театра оперы и балета имени Соломии Крушельницкой, которую Маэстро часто вспоминает в своих интервью.